# Babakina
Babakina Roller, 1973 è un genere di molluschi nudibranchi, unico genere della famiglia Babakinidae.
Il nome del genere è un omaggio al malacologo giapponese Kikutaro Baba (1905–2001).

## Tassonomia
Comprende le seguenti specie:
- Babakina anadoni (Ortea, 1979)
- Babakina caprinsulensis (Miller, 1974)
- Babakina festiva  (Roller, 1972) - specie tipo
- Babakina indopacifica Gosliner, Gonzalez-Duarte & Cervera, 2007